# Brother (2022)
Brother ist ein Filmdrama von Clement Virgo, das im September 2022 beim Toronto International Film Festival seine Premiere feierte. Der Jugendfilm basiert auf dem gleichnamigen Roman von David Chariandy.

## Handlung
Francis und Michael sind in Kanada lebende Brüder und Söhne karibischer Einwanderer aus Trinidad. Die jungen Männer tauchen im schwülen Sommer 1991 in Scarborough in Toronto in die Hip-Hop-Szene ein.
Als seine Jugendliebe Aisha zum ersten Mal seit 10 Jahren in ihren Stadtteil zurückkehrt, ist Michael gezwungen, eine Familientragödie zu überdenken. Aufgewachsen als kleine schwarze Jungen in einer Nachbarschaft, die anfällig für Bandengewalt und Polizeibrutalität war, musste sein älterer Bruder Francis Michaels bester Freund, Beschützer und sogar Elternteil gleichzeitig für ihn sein, weil ihre alleinerziehende Mutter im Schichtdienst als Krankenschwester arbeitete. Als sie älter wurden, trennen sich die Wege von Francis und Michael, doch die bedingungslose Liebe zwischen den Brüdern und ihrer Mutter bestand weiter.

## Produktion

### Literarische Vorlage und Filmstab

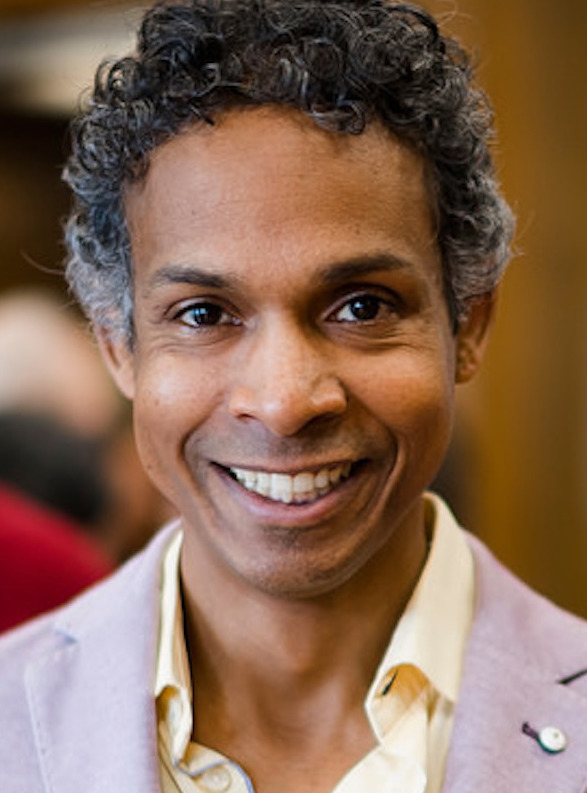
Der Autor David Chariandy

Der Film basiert auf dem Roman Brother des kanadischen Autors David Chariandy, der 2017 bei McClelland & Stewart veröffentlicht und in diesem Jahr mit dem Writers' Trust Fiction Prize ausgezeichnet wurde. In erster Linie handelt es sich bei Brother um einen Jugendroman. Chariandy wurde selbst in Scarborough geboren, wo sein Roman spielt, und ließ sich von seinem eigenen Leben als Kind von Einwandern aus Trinidad inspirieren.
Regie führte Clement Virgo, der auch das auf Chariandys Roman basierende Drehbuch schrieb. Es handelt sich um den siebten Spielfilm des überwiegend im Serienbereich tätigen Kanadiers. Virgo wurde in Jamaika geboren, wuchs aber im Stadtteil Regent Park in Toronto auf. Seine alleinerziehende Mutter war mit vier Kindern nach Kanada gekommen.

### Besetzung und Dreharbeiten
Der aus Scarborough stammende Lamar Johnson und der in London geborene Aaron Pierre spielen in den Hauptrollen Michael und Francis. In weiteren Rollen sind Marsha Stephanie Blake als ihre Mutter Ruth und Kiana Madeira als Michaels Partnerin Aisha zu sehen. Der kanadische Schauspieler Lovell Adams-Gray spielt Jelly, einen engen Freund von Francis und, wie angedeutet, seinen Lover.
Die Dreharbeiten fanden im Oktober 2021 in und um Toronto statt. Als Kameramann fungierte Guy Godfree, der zuletzt mit Bretten Hannam für Wildhood zusammenarbeitete. Die Aufnahmen entstanden im Breitbildformat und mit einer Farbpalette in der Aquablau, Gold und Ocker vorherrschen, was den kanadischen Vorstädten ein karibisches Flair verleiht.

### Filmmusik und Veröffentlichung
Die Filmmusik komponierte der in Bulgarien geborene und in Kanada lebende Todor Kobakov, der durch sein Solo-Klavieralbum Pop Music, seine Musik für Filme und Werbung sowie für seine Zusammenarbeit in der Indie-Musikszene Torontos bekannt wurde. Zu Beginn des Films und noch einmal ganz am Ende ist Nina Simones Version des Liedes Ne me quitte pas von Jacques Brel zu hören. Das Soundtrack-Album mit insgesamt 27 Musikstücken wurde im April 2024 veröffentlicht.
Die Premiere erfolgte am 10. September 2022 beim Toronto International Film Festival. Ende September 2022 wird er beim Calgary International Film Festival vorgestellt. Im Oktober 2022 wurde er beim London Film Festival und beim Busan International Film Festival gezeigt. Ein Kinostart war im Herbst 2022 geplant. Ende Januar, Anfang Februar 2023 wurde der Film beim Göteborg International Film Festival vorgestellt. Anfang Mai 2023 wurde er beim Chicago Critics Film Fest gezeigt. Ende Juni 2023 wurde er beim Filmfest München vorgestellt. Am 4. August 2023 kam Brother in ausgewählte US-Kinos. Ende September 2023 wurde der Film beim Schlingel Film Festival gezeigt.

## Rezeption

### Kritiken
Von den bei Rotten Tomatoes aufgeführten Kritiken sind 87 Prozent positiv bei einer durchschnittlichen Bewertung mit 7,5 von 10 möglichen Punkten.
Für Roger-Ebert-Kritiker Brian Tallerico war die Vorstellung von Brother mit Abstand die beste Premiere seit den Anfängen des Toronto International Filmfestivals. Er erkennt Anleihen an die Arbeit von Barry Jenkins, insbesondere If Beale Street Could Talk, und ein wenig von Steve McQueens Filmreihe Small Axe. Regisseur Clement Virgo habe aber auch seine eigene selbstbewusste, lyrische Stimme. Sein vielschichtiger Film entfaltet Trauer auf eine Art und Weise, wie man sie noch nicht oft gesehen hat. Brother sei ein bewegendes Drama, und es gebe in dem Film einfach so viele Details, von seinem faszinierenden Sounddesign über eine wunderschöne Filmmusik von Todor Kobakov. Virgo sei so gut darin, den Aufenthaltsort von Menschen in einem Raum zu vermitteln, sei es die Wohnung, die gefährlichen Straßen drumherum oder eine Party. Das Filmemachen sei anmutig, wechsele in der Zeit hin und her und baue sich wie ein Thriller auf. Aaron Pierre sei ein fesselnder Darsteller, jemand mit einer unglaublichen physischen Präsenz, aber auch einer großen Emotionalität in seiner Körpersprache und in seinen Augen.
Auch Jamie Broadnax von blackgirlnerds.com lobt in seiner Kritik die eindringliche Filmmusik von Kobakov, die dem Film eine melancholische Atmosphäre verleihe, und auch die Songauswahl sei ziemlich beeindruckend, einschließlich einer Montage von Szenen, die mit Nina Simones Version von Ne me quitte pas zusammengeschnitten wurden. Allerdings fand er die Zeitsprünge ablenkend, die ihn öfter aus dem Film gerissen hatten. Wenn man über diese jedoch hinwegsehe, habe man ein Charakterstück über Beziehungen und das Aufwachsen als Schwarzer im Scarborough der 1990er Jahre. Der Film beleuchte Polizeigewalt und den Rassismus in seiner ganzen Hässlichkeit bis hin zu staatlich sanktionierter Gewalt gegen schwarze Männer und Frauen. Einige US-Amerikaner gingen möglicherweise davon aus, dass dies hauptsächlich in den USA ein Problem ist, einen kanadischen Film zu sehen, der sich mit einer solchen Gräueltat befasst, sei ziemlich interessant zu sehen gewesen, so Johnson.

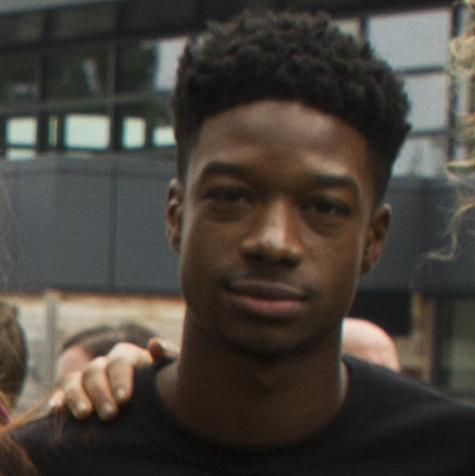
Lamar Johnson spielt Michael

Wendy Ide von Screen Daily schreibt, auch wenn der Film möglicherweise nicht mit dem Erfolg von Moonlight von Barry Jenkins mithalten könne, könnte Brother mit einem ähnlichen Publikum in Kontakt treten. Der Film schneide nicht einfach zwischen den drei Handlungssträngen – Francis und Michael als Kinder, die Brüder in der Schule und Michael zehn Jahre später – hin und her, er schaffe vielmehr einen Dialog zwischen ihnen. Die musikalische Ebene und das grandiose stimmungsvolle Sounddesign des Films seien auf ähnliche Weise miteinander verwoben. Die zweimalige Verwendung von Nina Simone Ne me quitte pas , einmal zu Beginn und noch einmal ganz am Ende des Films, treffe beim ersten Mal einen Nerv und reiße einem beim zweiten Mal das Herz heraus. Der britische Schauspieler Aaron Pierre sei in der Rolle von Francis als junger Erwachsener beeindruckend, und seine imposante physische Präsenz scheine die Leinwand auszufüllen. In der Rolle lasse er sehr wenig Platz für seinen sensibleren jüngeren Bruder Michael, der ständig ein paar Schritte hinterher zu sein scheint und versucht, aufzuholen.

### Auszeichnungen
Black Reel Awards 2024
- Nominierung als Bester internationaler Film (Clement Virgo)[19]

Canadian Screen Awards 2023
- Auszeichnung als Bester Spielfilm
- Auszeichnung für die Beste Regie (Clement Virgo)
- Auszeichnung für das Beste adaptierte Drehbuch (Clement Virgo)
- Auszeichnung für die Beste Hauptrolle (Lamar Johnson)
- Auszeichnung für die Beste Nebenrolle (Marsha Stephanie Blake)
- Auszeichnung für die Beste Nebenrolle (Aaron Pierre)
- Auszeichnung für das Beste Szenenbild (Jason Clarke, John Kim und Richard Racicot)
- Auszeichnung für das Beste Casting (Deirdre Bowen)
- Auszeichnung für die Beste Filmmusik (Todor Kobakov)
- Auszeichnung für die Besten Kostüme (Hanna Puley)
- Auszeichnung für die Besten Frisuren (Tremaine Thomas)
- Auszeichnung für das Beste Sound Editing (Jane Tattersall, David McCallum, Paul Germann, Krystin Hunter und Kevin Banks)
- Auszeichnung für das Beste Sound Mixing (Richard Penn, Joe Morrow und James Bastable)
- Nominierung für das Beste Make-up (Joan Chell)[20][21]

Directors Guild of Canada Awards 2023
- Nominierung für die Beste Regie bei einem Spielfilm (Clement Virgo)
- Nominierung für den Besten Filmschnitt (Kye Meechan)
- Nominierung für den Besten Tonschnitt[22]

Filmfest München 2023
- Nominierung im Wettbewerb Cinevision[23]

Göteborg International Film Festival 2023
- Nominierung im internationalen Wettbewerb[13]

Guild of Music Supervisors Awards 2024
- Nominierung für die Beste Music Supervision  – Filme mit einem Budget von unter 10 Millionen US-Dollar (Jody Colero)[24]

London Film Festival 2022
- Nominierung im Offiziellen Wettbewerb[2]

NAACP Image Awards 2024
- Auszeichnung als Bester Independentfilm
- Auszeichnung als Bester fremdsprachiger Film
- Nominierung als Bester Nachwuchsdarsteller (Aaron Pierre)
- Nominierung für die Beste Kamera (Guy Godfree)[25]

Tromsø Internasjonale Filmfestival 2023
- Nominierung im Wettbewerb[26]